# Mokotów
Mokotów är ett distrikt i Warszawa. I distriktet finns många utländska ambassader och företag. En liten del av distriktet är lätt industrialiserat, medan majoriteten består av parker och grönområden.
Området har varit bebott sedan tidig medeltiden, men det dröjde fram till 1916 innan Mokotów inlemmades i Warszawa. Namnet kommer troligtvis från den tidigare orten Mon Coteau (franska för Min kulle, som härrör från Mokotowo, känt från 1300-talet). Större delen av distriktet urbaniserades under sent 1920-tal och under 1930-talet. Distriktet klarade sig från andra världskriget och Warszawaupproret 1944 ganska väl och är ett av de få välbevarade områdena i Warszawa i dag.